# Thiessow
Thiessow (do 19 marca 1995 Thießow) – uzdrowiskowa część gminy (Ortsteil) Mönchgut w Niemczech, w kraju związkowym Meklemburgia-Pomorze Przednie, w powiecie Vorpommern-Rügen, wchodząca w skład związku gmin Mönchgut-Granitz.
Do 31 grudnia 2017 samodzielna gmina.

## Toponimia
Nazwa Thiessow ma pochodzenie słowiańskie, od połab. *tisь „cis” + sufiks ov i oznacza dosłownie „miejsce, w którym rosną cisy”. W języku polskim rekonstruowana w formie Cisów.